# Zahlé
Zahlé (en arabe : زحلة / zaḥla) est une ville libanaise, capitale du gouvernorat de la Bekaa, et quatrième plus grande ville du Liban après Beyrouth, la capitale du Liban, Tripoli, capitale du Liban-Nord et Jounieh, capitale du district de Kesrouan. Le nom de Zahlé est dérivé d'un mot arabe signifiant « glissante » et cela est dû au glissement des pentes des montagnes chaque année après la fonte de la neige.

## Géographie
La ville compte 60 000 résidents en 2011, 120 000 habitants avec ses banlieues, et environ 200 000 habitants dans sa zone métropolitaine.
Zahlé est un centre économique et administratif important dans la Bekaa, avec des activités industrielles, commerciales, de services et de loisirs. La ville accueille le siège du gouvernorat de la Bekaa, des tribunaux, des hôpitaux, des écoles, des collèges techniques et des centres universitaires régionaux, ainsi que le siège de la chambre de commerce et d'industrie de Zahlé et de la Bekaa.
Zahlé est reconnue pour son climat agréable, sa cuisine traditionnelle surtout dans les nombreux restaurants qui longent la rivière Nahr el-Berdawni ainsi que pour le grand nombre de célèbres poètes et écrivains qui ont marqué le siècle passé. Toutes ces caractéristiques ont rendu Zahlé « Ville du vin et de la poésie ».
Autour de Zahlé, sur les contreforts du Mont Liban, les habitants font pousser de la vigne, des céréales, des fruits et des légumes. Dans la plaine à l'Est sont cultivées principalement la vigne et la pomme de terre.
La ville de Zahlé peut être considérée comme la plus grande ville catholique du Proche-Orient – la majorité de sa population est de rite grec catholique – puisque Ashrafieh, le secteur chrétien de la ville de Beyrouth, est à majorité orthodoxe. C'est la ville d'exception au Liban avec son alimentation en électricité 24 heures sur 24 et 7 jours sur 7 (Electricité de Zahlé).

## Historique de la ville
Au XVIIIe siècle, un grand nombre d'émigrants provenant de la Békaa, du Mont-Liban et du Houran s'installent sur les bordures de Berdawni et, au XIXe siècle, la ville devient le premier état autonome de la région et se caractérise par ses propres drapeau et hymne.
La ville a été brûlée plusieurs fois : 1771, 1791 et 1860. Elle a été reliée au chemin de fer en 1885, ce qui a donné à la ville un aspect commercial étant le « port intérieur » de la Békaa et la Syrie, et un centre de transaction pour l'agriculture et les marchandises entre Beyrouth et Damas.

### Bataille de Zahlé
À la fin de décembre 1791, Jahjah bin Mustafa Al Harfoushi a établi un plan pour occuper Baalbek et expulser les gendarmes du gouverneur de Al-Sham Ahmad Pasha Al-Jazzar, mais qu'une centaine de guerriers[Quoi ?], alors il a embauché une autre centaine des Zahliotes et des gens de la montagne pour une journée.
Il y avait des gardes sur la ville depuis l'ouest, là où les plaines s'étiraient, alors il a choisi d'entrer au nord, du côté de Labwa. Son plan était d'entrer  dans le centre-ville sans que personne le ressente, empêchant ses hommes de faire un mouvement ou une voix  et leur donnant le mot de passe « Abdullah », de sorte que quiconque ne leur répondrait pas en termes similaires  serait immédiatement tué. 
Après que les gardes ont été tués, son frère Sultan et ses hommes sont entrés dans la ville après minuit, et quand ils sont arrivés au milieu de celle-ci, il a donné le signal en tirant et en criant haut, de sorte que les soldats pensent qu'une grande armée les avait attaqués, et qu’ils ont été surpris sans avoir pu se battre. Alors Mustafa Al Harofushi a occupé la ville et y est resté .
Les fugitifs sont arrivés à El Sham et ont informé le Mollah Ismail de ce qui leur était arrivé. Il a donc promis de se venger de Jahjah, et il est allé à Zahle avec 1200 cavaliers. Il y avait très peu d'hommes et de munitions, mais des tranchées sont creusées tout autour de la ville pour que les chevaux n'entrent pas. Ismail a alors attaqué la ville par les côtés nord et sud, alors, les hommes se sont réfugiés dans les tranchées. Ils sont abattus sans apparaître devant les soldats, puis il est parti vaincu, et la tâche du sultan et de vingt de ses hommes était de résister à la deuxième division de l'armée. Le sultan lui-même a conçu une diversion que les militaires poursuivent, de sorte qu'il les pousse à s'approcher du réservoir, où ils deviennent une cible facile pour l'arme du latent.
Cette bataille a duré plus de cinq heures. L'armée (Mullah Ismail) a été vaincue après son impact avec de nombreux morts et blessés. Un seul homme, Ibn Moubarak, a été tué par les défenseurs (Jahjah et Sultan et les défenseurs avec eux).

## Les quartiers de Zahlé
Le fleuve de Berdawni qui parcourt la ville partage les quartiers en deux zones parallèles : Zone Est et la Zone Ouest .
| Zone Est          | Zone Ouest                     |
| ----------------- | ------------------------------ |
| Wadi El Arayech   | Al Rassiyeh                    |
| Al Berbara        | Sayyidet Al Najat (Al Maalifa) |
| Al Midan          | Mar Antonios                   |
| Hawch Al Zaraaneh | Mar Youssef                    |
| Maalaka           | Mar Gerges                     |
| AL Karak          | Mar Mikhael                    |
|                   | Mar Elias                      |
|                   | Hawch Al Omara                 |

## Tourisme

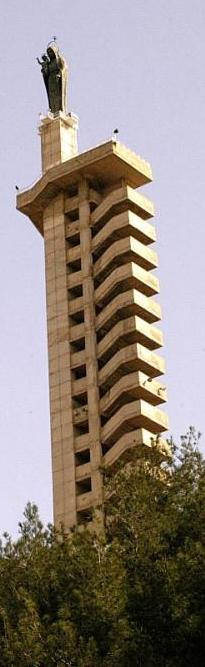
Notre Dame de Zahlé et de la Békaa

### Tourisme religieux

#### Notre dame de Zahlé et de la Békaa
Chez les habitants de la Békaa et surtout pour les Zahliotes, la Vierge Marie a une place historique importante pour bénir et sauver la ville et les citoyens. En 1957, après les évènements qui ont ravagé le Liban et Zahlé, une demande a été présentée à  l’archevêque des Catholiques Aftimos Yoakim afin d'autoriser la construction d'un sanctuaire avec une tour sur l'une des collines de la ville qui porte une statue de 10 m de la Vierge Marie pour l'honorer et montrer leur amour et de leurs remerciements. Après l'acceptation de l'archevêque, les travaux ont commencé en 1965 avec l'apposition de la statue le 26 janvier de cette année. Les travaux ont été arrêtés durant la guerre civile libanaise (1975-1990). La statue de la Vierge Marie porte l'enfant Jésus et un épi de blé (symbole des récoltes de la Békaa et de l'amour de Jésus).

#### L’Archéparchie desGrecs Catholiques Melkitesde Fourzol, Zahlé et de la Békaa
L’évêché a été établi dans le village de Fourzol au début du Ve siècle par l’archevêque Saint Bardanos puis a été transféré à Zahlé par l’archevêque Aphtimos Fadel en 1727. La cathédrale Saydet Al najat (سيدة النجاة) qui fait partie de l’évêché a été construite en 1846. Cette cathédrale a subi des évènements dramatiques : elle est tombée en cendre durant les évènements de 1860 et restaurée à partir de 1861. De plus, une grande explosion toucha l’évêché le 15 septembre 1987 et une partie du bâtiment fut détruite. Cependant, grâce aux efforts de l’archevêque André Haddad qui a survécu par miracle, des travaux de construction et de restauration ont été faites pour l'embellir de nouveau .

### Tourisme gastronomique

#### Le château Ksara
Le Château Ksara est la plus ancienne cave viticole au Liban qui a été fondée en 1857 regroupant dix vignobles sur 441 hectares dans la vallée de la Békaa. La production annuelle varie entre les différents types de vin mais on peut compter presque 2,5 millions de bouteilles. La cave de Ksara a été trouvée par erreurs en 1898 par les Jésuites, qui étaient à la recherche d'un loup qui mangeait leur poulet.

#### Restaurants sur le Berdawni

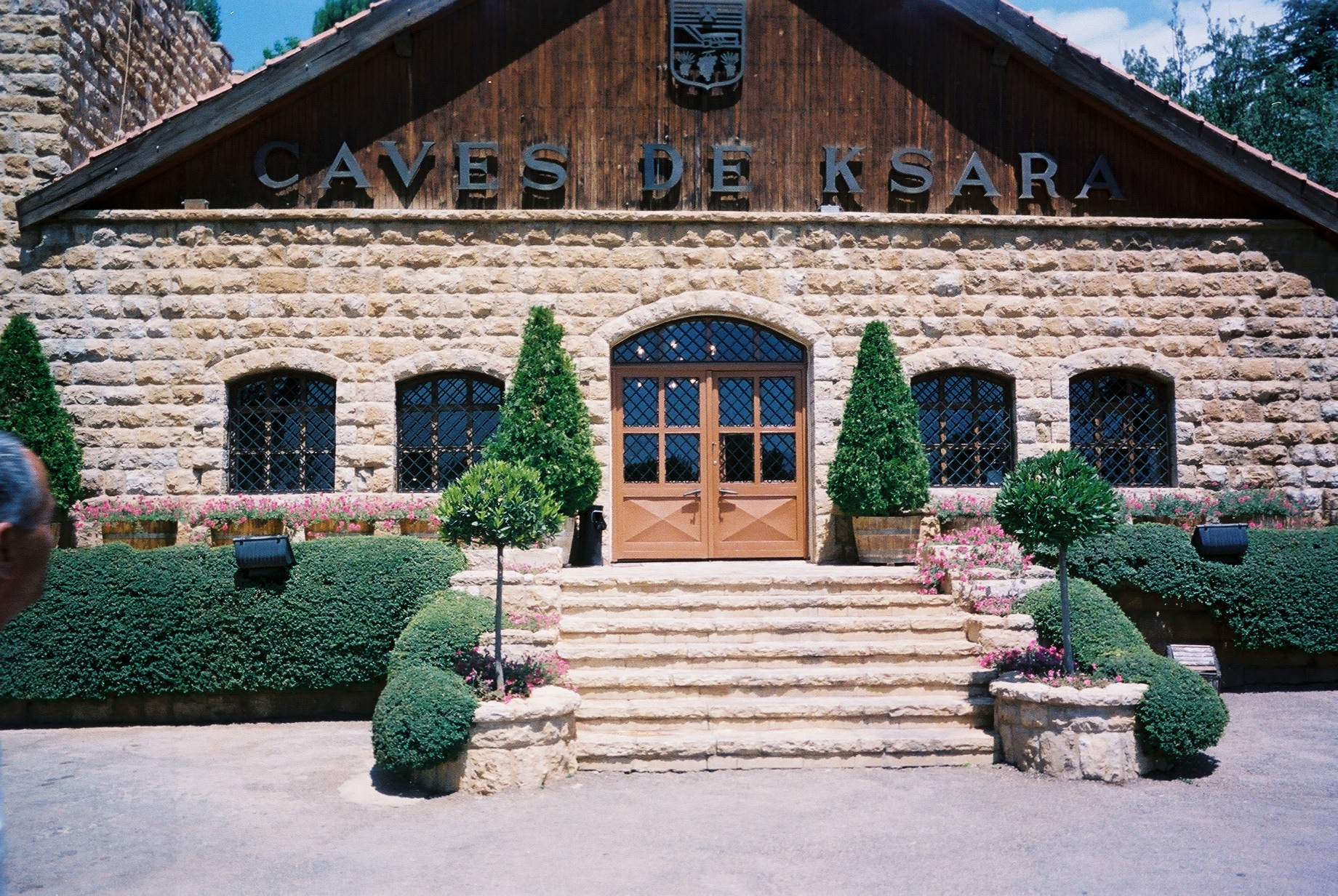
Château de Ksara, Zahlé.

Appelée la capitale de la gastronomie levantine, la vallée de Berdawni à Zahlé regroupe des cafés et des restaurants très célèbres. Cette appellation revient du début du XXe siècle avec ces casinos de Berdawni qui ont entraîné une vague touristique importante dans la Békaa. C'est un lieu de destination pour tous les touristes arabes et étrangers qui visitent la ville afin de savourer les plats libanais et spécialement Zahléotes et de profiter de la nature qui entoure la vallée. Ces lieux peuvent recevoir un très grand nombre d'invités et offrent une cuisine variée et délicieuse. Sans jamais oublier le dessert de crème glacée arabe, une spécialité des habitants de Zahlé et le parc d'attraction qui comprend des jeux électroniques pour le divertissement des enfants et des pistes de course automobile.

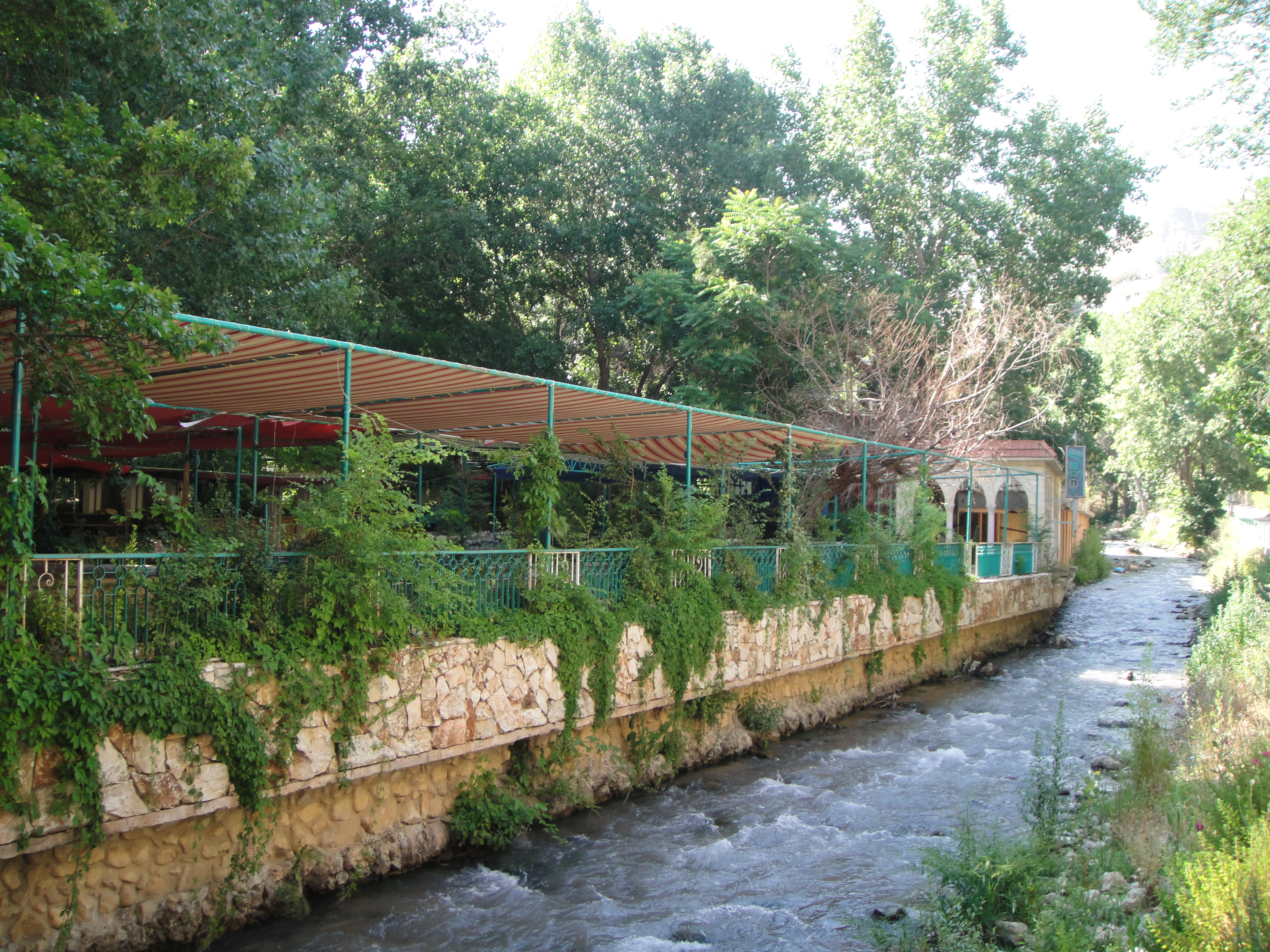
Des cafés sur les rives de la rivière.

### Anciennes maisons
Zahlé conserve jusqu'à aujourd'hui de belles maisons bourgeoises aux tuiles rouges qui appartiennent aux familles Geha, Azar, Skaff, Hindi. La résidence Geha est connue par la grande cour intérieure en arcades entourée par 24 pièces et un long tunnel de 1.4 Km qui relie la propriété à l'église St. Elie.
L'ancien sérail (qui est aujourd'hui la municipalité de Zahlé) a été construit en 1885 et sa cour intérieur compte de nombreuses arcades. 
Le souk el Blatt est situé dans la partie la plus ancienne de la ville. Ce souk était un lieu d'échange entre les commerçants venant de Syrie, de Palestine et de Bagdad.

### Tourisme culturel

#### Le centre culturel français
Le centre culturel a été inauguré à Zahlé en 1958 et offre des cours de langue et de perfectionnement en français ainsi que des projections de film, des pièces de théâtre, des spectacles de danse ainsi que des conférences. Le centre compte aussi une bibliothèque permettant de toucher des publics différents.

#### Les écoles des activités diverses
Les écoles de danse, de musique et de peinture ne sont pas en reste. Par l’apprentissage du corps et des sens, elles véhiculent le goût artistique, permettent la perpétuation des traditions, ouvrent aux vocations affirmées ou à naître les voies de la scène mondiale, parisienne, londonienne ou new-yorkaise .

#### LeGrand Hotel Kadri
Le Grand hôtel Kadri est un exemple de l’architecture traditionnelle en pierre de Zahlé, tant à l’intérieur qu’à l’extérieur. Il a longtemps été utilisé par la plupart des fonctionnaires et des dignitaires visitant la ville, comme son plus grand et le plus luxueux hôtel. Les Ottomans l’ont converti en hôpital pendant la Première Guerre mondiale. C'est le lieu ou le Général francais Gouraud a annoncé la création du Grand Liban en 1920. Pendant la guerre civile libanaise, il a été occupé par les troupes syriennes et a subi d’énormes dégâts. Un ambitieux projet de restauration au milieu des années 90 a réhabilité l'édifice. L’hôtel a fermé ses portes en février 2011 en raison d’un conflit entre sa direction et l’Église catholique (son propriétaire effectif depuis 1999) et a rouvert ses portes plus tard en 2013.

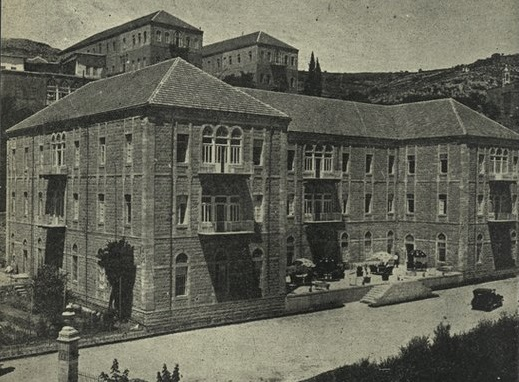
Grand Hotel Kadri - 1947

### Les hôtels à Zahlé[20]
- Beit El Kroum
- Auberge Breidy
- Grand Kadri Hotel
- Hotel St Jean
- Zahle hills
- La place hotel

### Les caves à Zahlé
- Cave de Ksara
- Les Coteaux du Liban
- Domaine des tourelles
- Domaine Wardy
- Chateau St Thomas
- Château Khoury
- Domaine de Baal

## Les écoles à Zahlé
À Zahlé se trouvent des écoles publiques et privées. On cite quelques écoles privées à Zahlé : 
- Collège des Sœurs des Saints Cœurs, Zahlé-Rassieh [21]
- Collège des Sœurs des Saints Cœurs, Moualaka
- Collège des Sœurs des Saints Cœurs, Barbara
- Collège Saint Élie de la Sainte Famille, Dhour Zahlé
- Collège Saint Joseph des Sœurs Antonines, Ksara
- Collège du Christ Roi, Rassieh
- Evangelical School[22]
- Collège oriental[23]
- National American School

## Les universités
- Université Saint Joseph de Beyrouth (USJ) - centre régional et école d'ingénieurs agronomes et agroalimentaires
- Université Saint Esprit de Kaslik (USEK)
- Université Antonine (UPA)
- Université Libanaise (UL)
- Université américaine de science et de technologie (AUST)
- Université des arts, sciences et technologies du Liban (AUL)

## Les hôpitaux
- Khoury General Hospital [24]
- Tel Chiha Hospital [25]
- Hôpital Libano-français [26]
- Hôpital gouvernemental de Zahlé

## Climat
Zahlé connaît un climat méditerranéen aux légères influences continentales, en raison de son altitude et de sa location dans l'ombre pluviométrique du Mont Liban. Les étés sont chauds et secs, et les hivers frais et plutôt pluvieux, avec d’occasionnelles chutes de neige.
À Zahlé, les étés sont chauds, arides et dégagés et les hivers sont très froids et partiellement nuageux. Au cours de l'année, la température varie généralement de 2 °C à 29 °C et est rarement inférieure à -2 °C ou supérieure à 31 °C 
| Mois                              | jan. | fév. | mars | avril | mai | juin | jui. | août | sep. | oct. | nov. | déc. | année |
| --------------------------------- | ---- | ---- | ---- | ----- | --- | ---- | ---- | ---- | ---- | ---- | ---- | ---- | ----- |
| Température minimale moyenne (°C) | −4   | 0    | 3    | 6     | 11  | 14   | 19   | 18   | 12   | 7    | 2    | −2   | 7,17  |
| Température moyenne (°C)          | 2    | 5    | 8    | 12    | 17  | 21   | 26   | 26   | 20   | 14   | 8    | 3    | 13,5  |
| Température maximale moyenne (°C) | 10   | 11   | 13   | 19    | 25  | 31   | 37   | 35   | 27   | 20   | 15   | 9    | 21    |
| Record de froid (°C)              | −11  | −7   | −3   | −2    | 3   | 6    | 8    | 11   | 7    | 1    | −4   | −5   | −11   |
| Record de chaleur (°C)            | 23   | 19   | 26   | 32    | 35  | 41   | 44   | 43   | 38   | 33   | 27   | 18   | 44    |

## Personnalités liées à la ville
Plusieurs auteurs, poètes et chanteurs du monde arabes sont issus de la ville de Zahlé :
- Nicolas Youakim (poète, musicien, philosophe, écrivain)
- Najwa Karam (chanteuse)
- Wael Kfoury (chanteur)
- Said Akl (poète)
- Issa Iskandar Maalouf (historien)
- Fawzi Maalouf (poète)
- Michel Trad (poète)
- Najib Hankash (poète)
- Elie Maalouf (pianiste)
- Raji Rahi (écrivain)
- Riad Maalouf (poète)
- Joseph Sayegh (poète)
- Khayr El-Morr (historien)
- Elias Habchi (poète)
- Haykal Rahi (écrivain)
- Fawzi Kash (peintre)
- Soheil Kash (philosophe)
- Ghada Chreim Ata (professeur de littérature française et femme politique)
- Khalil Abou Obeid (musicien, compositeur et professeur de chant)
- Elias Hraoui (président de la République libanaise de 1989 à 1998)
- Shakira est également originaire de Zahlé, du côté de son père.

## Relations internationales

### Jumelages
La ville de Zahlé est jumelée avec les villes suivantes :
- Rosario, Argentine
- Région de la Champagne, France
- Belo Horizonte, Brésil